# Grevillea rubicunda
Grevillea rubicunda är en tvåhjärtbladig växtart som beskrevs av Spencer Le Marchant Moore. Grevillea rubicunda ingår i släktet Grevillea och familjen Proteaceae. Inga underarter finns listade i Catalogue of Life.